# Jonas Arvidi (präst död 1603)
Jonas Arvidi, även Jonas Arvidi Gevaliensis, född på 1500-talet i Gävle, död 10 juli 1603, var en svensk präst.

## Ämbetsgärning
Jonas Arvidi var hovpredikant hos hertig Carl av Södermanland. Han tjänstgjorde som kyrkoherde i Bergs pastorat inom Skara stift från 1593, och senare kyrkoherde i Karlstads och Grava församlingar. Från 1596 var han prost inom Karlstads stift och år 1598 blev han prost över Västersysslets kontrakt. Dessutom undertecknade han Uppsala möte 1593.

## Familj
Jonas Arvidi var gift med Carin Hansdotter Fegræa, dotter till Johannes Benedicti som var kyrkoherde i Fägre pastorat. Dessutom var hon faster till Johan Fegræus, som senare adlades Strömfelt. Sonen Jacobus Jonæ var kyrkoherde i Karlskoga församling från 1627.